# 富士川號列車
富士川（日语： Fujikawa */?）號列車是由東海旅客鐵道（JR東海）運行於靜岡站至甲府站之間的特急列車。途經東海道本線和身延線。
此條目同時記載於身延線內行走的優等列車之演變。

## 概要
在1964年3月，原本行走於身延線上的快速列車升級為準急「富士川」。當時行走於富士站至甲府站之間共有2個往返班次。在1964年10月，東海道新幹線啟用後，1個往返班次延長至靜岡站。在1966年3月，行走於靜岡站至甲府站之間的1個往返班次升級至急行，而另外1個往返班次行走於富士站至甲府站之間的列車改名為準急「白糸」。在1968年10月廢除全部準急後，「白糸」併入至急行「富士川」。
在1995年10月，列車升級至特急，並把列車名稱改名為「富士川」，當中需要留意的是，在準急、急行時代的「富士川」是以漢字寫法，在特急時代的「富士川」以平假名書寫。該列車使用新款的373系。
列車名稱取自於身延線沿線流過，日本三大急流之一的富士川。

## 運行概況
在定期列車中，共有7個往返班次。在多客時期，會增加1個臨時列車往返班次。
列車編號為4000M+號碼。截至2020年，沒有車內販賣服務（在開始營運初期，靜岡站的車站便堂服務商「東海軒」曾經在車內販賣。）。

### 停車站
靜岡站 - 清水站 - 富士站 - 富士宮站 - 內船站 - 身延站 - 下部溫泉站 - 甲斐岩間站 - 鰍澤口站 - 市川大門站 - 東花輪站 - 南甲府站 - 甲府站
- 截至2020年，靜岡站至甲府站之間的行車時間為2小時13分～2小時24分。在開設當初的行車時間平均為2小時10分鐘左右，後來由於增加停車站，使班次平均行車時間增加約10分鐘。
- 當沿線設有由JR主辦的「清爽健行（日语：さわやかウォーキング）」或舉行煙花大會等活動時，列車會臨時停靠金手站或善光寺站。

### 使用車輛與編成
列車使用373系以3卡編成行走。只有普通車廂，沒有連結綠色車廂。1號車廂為全車座位指定席，2、3號車廂是自由席。在2、3號車廂中，車廂一邊設有大型書桌的半包廂座位（指定席）。由於列車會在富士站改變列車行走方向。為了配合於身延線內列車前進方向，於東海道本線內（特別是下行前往甲府的班次），座位都是反方向的。2號車廂在繁忙時期或修學旅行等時期，會變成全車指定席，該團體預約使用。

### 使用狀況
由於在靜岡站可轉乘東海道新幹線，因此此列車成為了新幹線接駁列車。另外，於富士站可轉乘東海道本線，因此成為靜岡縣東部或京濱地區連接身延線沿線的列車之一。另一方面，於甲府站可轉乘來自新宿站的中央本線特急「梓」或「甲斐路」，因此成為南關東方向連接身延線沿線的列車之一。
另外，上行「富士川」2號和下行「富士川」13號，於靜岡站、清水站和富士站、富士宮站之間。以及上行「富士川」14號，甲府站至鰍澤口站以南區間之間，成為了中、遠距離通勤上下學人士的歸家列車。在日間時段，由於身延線內的普通列車班次較疏，加上30公里以內，自由席特急費用只需要330日圓，比從前的急行費用平宜，因此在該時段也有許多短區間乘客使用。此外，部分「富士川」列車於身延站、鰍澤口站和市川大門站會追越同方向的普通列車，乘客可於這些車站作緩急接續。
由於身延線大部分路段都是單線區間，因此如果下行的「富士川」列車延遲到達甲府，該甲府轉乘的中央線特急列車也會遲一點出發。反之，上行的「富士川」會為了中央線內（特別是中央線快速電車）誤點列車而延遲出發。這些延誤有機會影響靜岡地區的東海道本線之班次。
此外，由於身延線內時常發生野鹿和野豬入侵路軌，列車會有機會與野生動物相撞或使列車緊急停車，發生運輸障礙。因此列車延遲數分鐘至數十分鐘已經變成常態。另外沿線也會發生山泥傾瀉、落石，沿線地基也比較脆弱，因此列車有機會需要長時間暫停服務。

## 臨時列車

### 與「富士川」有關
在還未特急前的1990年代。為了在黃金周運送乘客前往濱名湖進行趕海，列車會延長運輸至新居町站。該延長班次在2000年代以後不再開辦。在2015年，於濱松市渚園舉辦Yuru Chara比賽（日语：ゆるキャラグランプリ）時，有3日臨時延長至新居町站。
另外，當舉行清爽健行的時候，富士川2號會延長至島田站或金谷站。
在定期班次共有6個往返班次時代，會開設臨時特急「富士川」，於星期六、日及假日行走，只有1個往返班次。自1998年定期化以來，「富士川」一直沒有臨時特急列車班次。但是在2017年，19年來再次有臨時特急「富士川」（61號、62號）班次，自此在多客時期也設有相關班次。61號於東海道新幹線首班列車到達靜岡站後才於靜岡站出發，62號班次到達靜岡站後，可轉乘「木靈」或「光」號新幹線列車。

### 衍生特急、急行列車
於身延站附近的身延山久遠寺中，在枝垂櫻開花時期，會開設每日1個往返班次的臨時特急「枝垂櫻」，行走於靜岡站至身延站之間，在2010年前一直開設該列車。雖然該列車為臨時列車，並且有不同的列車名稱作區別，但是停車站與「富士川」相同。在2004年舉行「清爽健行」時，該列車延長運輸至鰍澤口站（在身延至鰍澤口之間不停站）。「枝垂櫻」在2011年以後沒有開辦。在10年後的2020年，再次開辦（參見下表）。
另外，於下述的臨時特急、臨時急行班次中。如沒有標明使用車輛，則所有班次使用373系3卡編成。
| 年份   | 列車名稱（中文譯名）     | 列車名稱（日文） | 類別 | 行走日期        | 行走區間            | 車輛  | 停車站                                               | 備註                                               |
| ------ | ------------------------ | ---------------- | ---- | --------------- | ------------------- | ----- | ---------------------------------------------------- | -------------------------------------------------- |
| 2001年 | 心動的季節感！山梨浪漫號 |                  | 特急 | 9月2日          | 靜岡站 → 甲府站     | 373系 | 清水、富士、富士宮、身延、下部溫泉                   | 地方旅遊活動                                       |
| 2008年 | 80周年身延號             |                  | 特急 | 3月30日         | 靜岡站至身延站      | 373系 | 清水、富士、富士宮、內船                             | 身延線全線開通80周年之活動。在KuHa車廂內設有裝飾。 |
| 2008年 | 山梨DC紀念身延號         |                  | 特急 | 6月22日         | 靜岡站至下部溫泉站  | 373系 | 清水、富士、富士宮、內船、身延                       | 地方旅遊活動                                       |
| 2008年 | 身延紅葉號               |                  | 特急 | 11月22日        | 靜岡站至身延站      | 373系 | 清水、富士、富士宮、內船                             | 為了紀念身延山久遠寺五重塔復原。頭徽顯示「特急」。 |
| 2010年 | 身延紅葉號               |                  | 特急 | 11月20日        | 靜岡站至身延站      | 373系 | 清水、富士、富士宮、內船                             | 清爽健行相關列車                                   |
| 2015年 | 富士山火車紅葉號         |                  | 急行 | 10月3、4日      | 三島站 - 下部溫泉站 | 373系 | 沼津、吉原、富士、富士宮、內船、身延                 | 「德川家康公顯彰四百年祭」相關列車。車身設有裝飾。 |
| 2016年 | 南阿爾卑斯 早川號        |                  | 急行 | 11月13日        | 靜岡站 - 下部溫泉站 | 373系 | 清水、富士、富士宮、身延                             | 清爽健行相關列車                                   |
| 2017年 | 市川美里號               |                  | 急行 | 11月5日         | 濱松站 - 甲斐岩間站 | 373系 | 袋井、掛川、島田、藤枝、燒津、靜岡、清水、富士       | 「印章日本第一 六鄉之里秋節」相關列車              |
| 2018年 | 身延線全通90周年白糸號   |                  | 急行 | 1月6日          | 濱松站 - 富士宮站   | 373系 | 磐田、袋井、掛川、島田、藤枝、燒津、靜岡、清水、富士 | 身延線全線開通90周年活動                           |
| 2018年 | 身延線全通90周年身延號   |                  | 急行 | 3月25日         | 靜岡站 - 身延站     | 373系 | 清水、富士、富士宮                                   | 身延線全通90周年活動                               |
| 2018年 | 身延線全通90周年富士川號 |                  | 特急 | 3月30日         | 富士站 → 甲府站     | 373系 | 富士宮、身延、市川大門、東花輪                       | 身延線全線開通90周年活動。只有單向班次             |
| 2018年 | 身延線全通90周年山梨櫻號 |                  | 急行 | 4月7日          | 靜岡站 - 南甲府站   | 373系 | 清水、富士、富士宮、身延、市川大門、東花輪           | 身延線全通90周年活動                               |
| 2018年 | 山梨中央號               |                  | 急行 | 11月3日         | 靜岡站 - 東花輪站   | 373系 | 清水、富士                                           | 清爽健行相關列車                                   |
| 2019年 | 枝垂櫻之里 身延號        |                  | 急行 | 3月23日         | 靜岡站 - 身延站     | 373系 | 清水、富士、富士宮                                   | 清爽健行相關列車                                   |
| 2019年 | 富士川藝閣巡行祭號       |                  | 急行 | 11月4日         | 靜岡站 - 鰍澤口站   | 373系 | 清水、富士、富士宮                                   | 清爽健行相關列車                                   |
| 2019年 | 南阿爾卑斯 早川號        |                  | 急行 | 11月10日        | 靜岡站 - 下部溫泉站 | 373系 | 清水、富士、富士宮                                   | 清爽健行相關列車                                   |
| 2020年 | 悠閒營地△梨子號          |                  | 急行 | 2月1・2・8・9日 | 靜岡站 - 甲府站     | 373系 | 富士、內船、身延、甲斐常葉、鰍澤口、市川大門         | 與動漫作品「搖曳露營△」合作的企劃                  |
| 2020年 | 枝垂櫻號                 |                  | 特急 | 3月29日         | 靜岡站 - 身延站     | 373系 | 清水、富士、富士宮、內船                             | 清爽健行相關列車                                   |

另外在2020年4月5日，於靜岡DC活動後，曾經預定開設臨時特急「富士」號（使用全車指定席的373系6卡編成，松田站至富士宮站單向服務），但是由於新冠肺炎影響而暫停營運。
頭徽方面，部分列車只顯示「特急」幕，其餘列車頭徽都有特別圖案。在2015年起行走的臨時急行列車中，由於這些列車都是活動列車，因此設有車內販賣服務、發放紀念乘車証，使用半包廂的空間放置展品和活動相關用品。停車站因不同列車而異。另外，「搖曳露營△梨子號」中，發放了紀念商品、設有車內販賣服務、動畫版聲優（花守由美里）錄製了車內廣播。使用原作者Afro繪畫的原稿來裝飾車內。
另外，在2008年～10年之間，部分臨時特急「富士川」是設有指定和自由席。在2015年以後的臨時急行和「富士川」以外的臨時特急都是全車指定席。

## 身延線優等列車演變

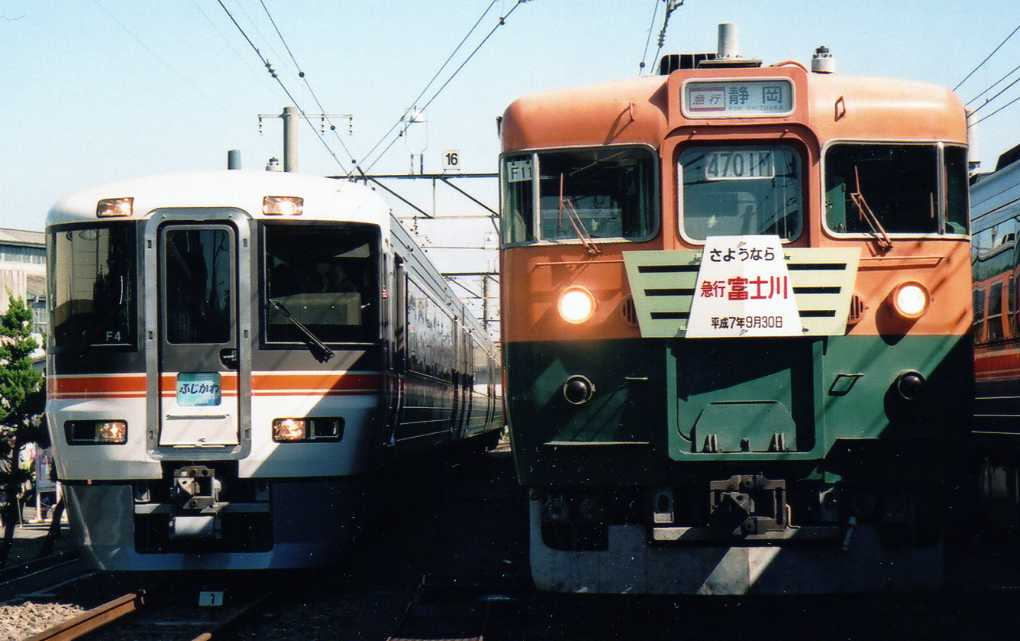
特急「富士川」和急行「富士川」

### 準急「富士川」時代
- 1964年（昭和39年）
  - 3月20日：在1956年（昭和31年）3月20日開始行走的快速列車升級至準急列車「富士川」（以漢字標記），使用隸屬靜岡運輸所（日语：静岡車両区）的80系300番台4卡編成。行走於富士站至甲府站之間，共有2個往返班次。
    - 在準急化當初的停車站：富士－富士宮－（內船）－身延－下部－（鰍澤口）－（市川本町）－甲府 ※部分列車停靠（）內車站。

  - 10月1日：隨著東海道新幹線啟用。1個往返班次延長至靜岡站。於靜岡到發的列車編號按東海道本線排列。使於身延線內，同一方向的列車編號便出現了單數和雙數。
- 1965年（昭和40年）10月1日：列車編號統一，2個往返班次中，前往甲府方向的班次為雙數，前往靜岡方向的班次為單數。

### 急行化和引入165系
- 1966年（昭和41年）3月5日：國鐵車費制度修定，行走100公里以上的準急列車升級至急行列車。靜岡站至甲府站之間的1個往返班次升級至急行。
  - 另外1個往返班次，行走於富士站至甲府站之間的列車變更為準急「白糸」。同時，身延線內，「急行」停靠甲斐岩間站中，但是「準急」則通過該站，由於停車站較少，行車時間相對較短，做成了「準急」快於「急行」的現象。
- 1968年（昭和43年）10月1日：所有準急列車廢除。「白糸」延長至靜岡站，同時與併入至急行「富士川」。「富士川」行走於甲府站至靜岡站之間，共有2個往返班次。另外，上行2號延長至島田，在靜岡至島田站之間為普通列車。
- 1969年（昭和44年）
  - 5月：增加1輛動力車廂，使以5卡編成。
  - 9月28日：身延線富士站至入山瀨站之間改變走線，使列車在富士站需要改變前進方向。
- 1972年（昭和47年）
  - 3月15日：隨著山陽新幹線新大阪站至岡山站開通。山陽本線的急行列車廢除，把剩下的165系（日语：国鉄165系電車）用作取代80系。當中1號車廂是指定席車廂。同時車輛改為來自大垣電車區（日语：大垣車両区）。另外，開設臨時列車「富士川」51號1個往返班次。
  - 10月2日：把臨時列車定期化，增至5個往返班次，當中1個往返班次於三島站到發（中途停靠吉原站和沼津站）。另外，上行5號車輛為了方便出入大垣電車區，該班次延長行駛至濱松站（延長區間為普通列車）。
- 1982年（昭和57年）11月15日：2號車廂由SaHa153形200番台（日语：国鉄153系電車#サハ153形）更換為KuHa165形。
- 1985年（昭和60年）3月14日：隨著乘客減少，不再連結2號車廂（KuHa165形），變成4卡編成。
- 1986年（昭和61年）11月1日：車輛變回來自靜岡運輸所。
- 1994年（平成6年）12月3日：三島站到發的班次改於靜岡站到發，自此5個往返班次於靜岡站到發。
- 1995年（平成7年）
  - 1月9日：JR東海發表同年10月起，把急行「富士川」升級至特急，車輛將會被更換。
  - 9月23日：頭徽更換為80系時代和165系化後初期的款式，直至急行最後行走當日的9月30日。在最後一天，部分車輛使用另一款頭徽。

### 升級至特急「富士川」
- 1995年（平成7年）10月1日：升級至特急「富士川」。車輛改用373系[7]。定期設有6個往返班次，不定期設有1個往返班次。
  - 隨著升級至特急後，開始停靠市川大門站。而原本急行停車站中，所有列車通過西富士宮站、芝川站和市川本町站，部分列車通過蒲原站和新蒲原站。另外，部分列車通過清水站、內船站、甲斐岩間站、鰍澤口站和市川大門站。
  - 最快的班次（停靠最少車站）之「富士川」2號行車時間只需要1小時59分鐘，平均所需時間為2小時10分鐘左右。在身延線內，由於最高速度、彎位速度和轉轍器通過限速與急行時代相差不大。因此行車時間比急行時代（最快2小時29分鐘，平均2小時30～40分鐘左右）快20至30分鐘。
  - 費用方向，此特急是使用A特急費用，因此實施是加價。為了考慮短距離使用者，於身延線50公里以內的自由席特急費用設定為630日圓（特定特急費用）。
- 1996年（平成8年）4月20日：假日1個往返班次延長行走至新居町站[2]。
- 1998年（平成10年）
  - 4月4日至5日：作為身延線全通70周年活動其中一個環節，開設了急行「富士川」之復活班次。車輛使用神領電車區（日语：神領車両区）的165系3卡編成，頭徽使用80系時代的款式。
  - 7月10日：不定期的1個往返班次定期化。使定期列車共有7個往返班次[8]。

### 2000年代
- 2002年（平成14年）4月：開設臨時特急「枝垂櫻」。
- 2003年（平成15年）10月1日：隨著東海道新幹線品川站啟用而實施時間表修正。實施運輸班次規範化。除了部分從靜岡站出發的列車外，特急班次每2小時一班。
- 2004年（平成16年）3月：隨著舉行「清爽健行」，開設臨時特急「枝垂櫻」，行走於靜岡站至鰍澤口站之間。
- 2005年（平成17年）10月：為了促進短區間乘客使用特急，於身延線內30公里以內的自由席特急費用由620日圓差至310日圓。
- 2006年（平成18年）3月18日：實施時間表修正，原本部分列車通過清水站、內船站、甲斐岩間站、鰍澤口站、市川大門站之列車均開始停靠這些車站。使沒有班次的行車時間少於2小時。
- 2007年（平成19年）3月18日：所有車輛禁煙化。

### 2010年代
- 2010年（平成22年）10月：為了紀念特急化15周年活動，販賣了紀念車票、紀念入場券和紀念便當。另外，部分列車掛上了「幻之頭徽」。
  - 「幻之頭徽」是以橙色作為背景，強調了富士山的圖案。從前在373系的頭徽中已經設有，但是不常使用。
- 2011年（平成23年）
  - 3月11日：發生日本東北地方太平洋近海地震（東日本大震災），在13日前全日暫停服務。14日起，由於提供電力予架空電纜的東京電力實行輪流停電（日语：輪番停電），因此實際上在4月7日前仍然全日暫停服務。在輪流停電的4月8日起重開。
  - 9月21日：受到颱風洛克的影響，身延線內發生路堤坍塌，特別損害嚴重的內船至甲斐大島之間於翌年2012年3月16日前一直暫停服務。
- 2012年（平成24年）3月17日：身延線全線在約半年後整段重開。當日部分列車為慶祝而掛上了頭徽（不是「幻之頭徽」，而是使用慶祝修復的頭徽），車內設有紀念品販賣。
- 2014年（平成26年）
  - 2月14日：受到2014年豪雪（日语：平成26年豪雪）的影響，在2月20日前一直暫停服務。在身延線內整個區間除雪完成，於2月21日起重開。
  - 10月6日：受到颱風巴蓬的影響，興津至由比之間設有沙石流入路軌。直至10月15日前一直暫停服務。於10月16日起重開。
- 2015年（平成27年）
  - 10月1日：為了紀念特急化20周年活動，於靜岡站設有出發儀式和販賣紀念便當。另外，部分列車掛上了20周年紀念的頭徽。
  - 11月21日 - 23日：隨著舉行Yuru Chara比賽（日语：ゆるキャラグランプリ），1個往返班次延長至新居町站。
- 2017年（平成29年）
  - 3月28日：在7個往返班次化後，前次開設臨時特急「富士川」（61號、62號）。

### 2020年代
- 2020年（令和2年）
  - 3月14日：實施時間表修正。除了1號和臨時61號外，於靜岡站的出發時間統一在各小時的45分（同時東海道新幹線實施「希望號12班時間表修正」，使於靜岡站新幹線出發的時間有所變更）。
  - 10月1日：為了紀念特急開始行走25周年，使用郵購的方式出售紀念車票。
- 2021年（令和3年）
  - 3月30日：373系部分編成的車身貼上了「富士川25周年」。
- 2022年（令和4年）3月12日：列車名稱不再採用「Widreview」字樣[9]。

### 列車名稱的由來
- 「白糸」：取自靜岡縣富士宮市的國家自然紀念物「瀑布」（白絲瀑布）。
- 「枝垂櫻」：取自身延山久遠寺內的枝垂櫻。

## 注腳
1. ↑   （页面存档备份，存于）（日語）
2. 1 2  . 交通新聞 (交通新聞社). 1996-04-24: 3 （日语）.
3. ↑  . 交友社. 2000-10: 147 （日语）.
4. ↑  受到新冠肺炎影響，提前宣布取消本季度所有清爽健行活動，但是枝垂櫻號仍然行走。
5. ↑   (PDF). 東海旅客鉄道株式会社.   [2020-06-11]. （原始内容存档 (PDF)于2020-03-09） （日语）.
6. ↑  人気アニメ「ゆるキャン△」連動企画に合わせて特別列車の運転とご旅行に便利なフリーきっぷの発売を行います （页面存档备份，存于）（日語） - JR東海 2019年12月26日
7. ↑  . 弘濟出版社. 1997-05-15: pp.114–115. ISBN 4-330-45697-4 （日语）.
8. ↑  . 交通新聞 (交通新聞社). 1998-03-13: 1 （日语）.
9. ↑   (PDF) (新闻稿). 東海旅客鉄道株式会社. 2021-12-17  [2021-12-17]. （原始内容存档 (PDF)于2021-12-17） （日语）.